# 宮海成
宮 海成（きゅう かいせい、拼音:Gōng Hǎichéng、1998年12月28日 - ）は、中華人民共和国安徽省蚌埠市出身のプロ野球選手（投手）。上海レッドイーグルス所属。愛称はシー。
中国にあるMLBデベロップメントセンターから契約を結んだ、初の投手である。

## 経歴

### プロ入り前
上海でMLBが催した「MLB・プレイボール・プログラム」で野球を始めたのが、キャリアの始まり。
2016年9月に開催された第11回 BFA U-18アジア選手権大会の中国代表に選出されている。
2017年2月8日に第4回WBCの中国代表に選出された。日本戦に登板している。

### プロ入りとパイレーツ時代
WBC終了後にピッツバーグ・パイレーツと契約合意しており、春から2ヶ月間ニュージャージー州レイクウッドにある野球アカデミーでプレーしていた。5月16日にパイレーツと正式に契約を結び、ブレイデントンで入団会見が行われ、同日中に傘下ルーキー級のガルフ・コーストリーグ・パイレーツへ配属された。
2019年はパイレーツ傘下のルーキー級とショートシーズンA級の計3球団でプレーしたが、勝ち星なし、防御率6点台に終わり、シーズン終了後にリリースされた。

### パイレーツ退団後
帰国後は上海レッドイーグルスに加入。
2023年は3月に開催された第5回WBCの中国代表に選出され、2大会連続2度目の選出を果たした。2023、24年はコンディション不良もあり登板を減らしていたが、2025年は復活を果たし中国野球リーグ決勝ラウンドで初戦と第3戦に先発、MVPに輝いた。

## 詳細情報

### 代表歴
- 2016年BFA U-18アジア選手権大会中国代表
- 2017 ワールド・ベースボール・クラシック中国代表
- 2023 ワールド・ベースボール・クラシック中国代表